# Ternils
Ternils és un despoblat del municipi de Carcaixent, Ribera Alta, situat a dos quilòmetres al sud-est de la ciutat.
Es tracta d'una antiga alqueria d'època musulmana, esmentada per primera vegada en un document de 1252, que al segle xiv es va convertir en una parròquia important, i que continuà estant present durant els següents segles en la toponímia de Carcaixent. El creixement de la Cogullada, que aleshores era un annex seu, durant el segle xiv, van despertar l'interès del rector per intentar traslladar-hi infructuosament la seva residència; però, les continuades inundacions provocades per les riuades del Xúquer feren que, durant el segle xvi, la població es traslladés a Carcaixent -que en aquell moment també era un annex de Ternils- i, al mateix temps també es va traslladar la parròquia.
Actualment, només es conserva l'antiga església parroquial, actual Ermita de Sant Roc de Ternils, aixecada a principis del segle xiv, amb un portal romànic.